# Aggregazione di geografia
L'Aggregazione di geografia è una competizione francese che consente il reclutamento di professori aggregati che insegnano geografia al collegio o al liceo.
In Francia, dal 1831 al 1943, vi fu una singola aggregazione di storia e geografia, riservata agli uomini ed in seguito un'aggregazione di storia per le donne. Tuttavia, dal 1880, alcuni geografi (Ludovic Drapeyron, Albert Demangeon, Paul Vidal de la Blache) indetterò una competizione separata per la loro disciplina.
Negoziando con storici e geografi (accademici e ispettori generali) e il ministro della Pubblica istruzione (Jérôme Carcopino, poi Abel Bonnard), il geografo parigino Emmanuel de Martonne ottenne, nel 1941 e nel 1943, la creazione di un concorso per assunzioni specifiche in geografia, nonché una licenza di geografia autonoma. Dal 1944, si svolsero quindi gare separate: un'aggregazione di storia (una per gli uomini, una per le donne) e un'aggregazione di geografia, che ebbe quindi la particolarità di essere mista sebbene non uguale tra i candidati di entrambi i sessi.
Come per qualsiasi concorso di aggregazione, dal 2010 per poter frequentare è necessario possedere un master o un CAPES convalidato.